# スピッツベルゲン海流

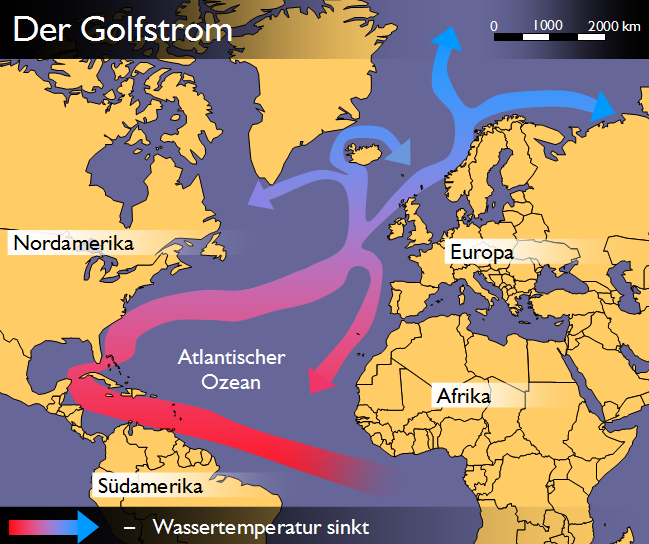
ノルウェー北方で二分するうち、北に向かう海流がスピッツベルゲン海流。図下側から順に北赤道海流→メキシコ湾流→北大西洋海流→北上し東グリーンランド海流・東進しノルウェー海流→北上しスピッツベルゲン海流。

スピッツベルゲン海流（スピッツベルゲンかいりゅう、英:Spitzbergen Current）とはノルウェー北方でノルウェー海流から分離し、スピッツベルゲン島の南側から西側にまわって北極海に流入する海流をいう。暖流の性質を持ちスピッツベルゲン島付近でも最高塩分35‰、水温4℃位を示す。とくに1931年にはスピッツベルゲン島北方で塩分35.1‰、水温3～4℃の北大西洋系水が300mの厚さをもって存在し、その影響は北極海を横断し、ノヴォシビルスク諸島付近にまで及んでいた。このように北上暖流の優勢なことは最近における北極温暖化の原因のひとつと考えられている。